# Червоная Колонна
Червоная Колонна (укр. Червона Колона) — село,
Каменский сельский совет,
Апостоловский район,
Днепропетровская область,
Украина.
Код КОАТУУ — 1220383306. Население по переписи 2001 года составляло 141 человек.

## Географическое положение
Село Червоная Колонна находится на левом берегу реки Жёлтенькая,
выше по течению на расстоянии в 1,5 км расположено село Новоалексеевка (Софиевский район),
ниже по течению на расстоянии в 0,5 км расположен посёлок Жёлтое.
К селу ведёт отдельная железнодорожная ветка.
Рядом проходит автомобильная дорога Т-0419.

## История
- 1927 — дата основания.

## Экономика
- Известняковый карьер ЧАО «Кривой Рог цемент»;
- Цементный завод.